# Černá Hora (okres Blansko)
Černá Hora je městys v okrese Blansko v Jihomoravském kraji. Je situován na jižní okraj Boskovické brázdy, chráněn vrchy Bukovice – 500 m n. m., Ješetín (424 m n. m.) a Pasekou, na jehož ostrohu je situován zámek Černá Hora. Žije zde přibližně 2 100 obyvatel.
Součástí městyse je také samota Lhotky (ulice Na Lhotkách), nacházející se v lesích jihozápadně od Černé Hory a polovina ulice Závistská, která začíná v obci Závist.

## Historie
První písemná zmínka o obci pochází z roku 1281. Černá Hora patří k osídlení při Kladské cestě z Brna do Vratislavi. Před rokem 1279 byl založen hrad, jehož podhradí bylo objeveno při stavbě silničního obchvatu roku 1973. Nejstarším známým držitelem byl Matouš z Černé Hory (1281–1298). V roce 1390 došlo k zápisu černohorského panství do zemských desk, kdy jej získal Vaněk Černohorský z Boskovic. V tomto zápise je Černá Hora už uváděna jako městečko. V 16. století byl hrad přebudován na renesanční zámek Albrechtem Černohorským z Boskovic. Po požáru v roce 1724 byl zámek opraven až počátkem 19. století, následně přestavěn podle projektu Theophila von Hansena.
V roce 1747 zde žilo 557 obyvatel, v roce 1793 zde bylo 118 domů a 690 obyvatel, roku 1846 to bylo 143 domů a 808 obyvatel. O škole je první zmínka roku 1546. Ta zpustla během třicetileté války, nová dvoutřídní škola byla postavena roku 1842.
Roku 1866 se na zámku setkal pruský kancléř Bismarck a náčelník generálního štábu Moltke s francouzským vyslancem Napoleona III. v Berlíně V. Benedettim. Pečeť se znakem městečka je z roku 1556. Od roku 1550 je zmiňován panský pivovar. Roku 1896 založen městský pivovar; v r. 2020, byla do zdejšího pivovaru převedena výroby piva z pivovaru Uherský Brod. Ve třicátých letech 20. století přispěl výraznou budovou obecné a měšťanské školy respektovaný architekt Bohuslav Fuchs, stavba výrazně pozměnila panoráma městečka. Od 10. října 2006 byl obci vrácen status městyse.
V letech 1990–2010 působil jako starosta Ing. Bohumil Hlavička, mezi lety 2010-2018 Ing. Ondřej Měšťan, od roku 2018 Ing. Aleš Luksh a nyní je od roku 2022 starostkou městyse Petra Švancarová.

## Pamětihodnosti
- Zámek Černá Hora
- Zámecká kaple sv. Rodiny na vrcholu kopce Paseka,[7] se sochou svatého Salvátora, k níž vede Křížová cesta severovýchodním úbočím kopce[8]
- Kostel sv. Vavřince, který je farním kostelem farnosti Černá Hora – postaven v letech 1707–1710, věž přistavěna 1840–1842, před kostelem se nachází socha sv. Jana Nepomuckého[9]
- Pivovar vyrábějící pivo Černá Hora
- Pivovarské muzeum[10]
- Škola od architekta Bohuslava Fuchse

## Osobnosti
- Josef Pilnáček (1883–1952), spisovatel, historik a genealog
- Leopold Löw (1810–1875), rabín
- Hugo Sáňka (1887–1971), učitel, spisovatel
- Vincenc Ševčík (1862–1921), farář, poslanec
- Pavel Krška (*1950), hudebník
- Ivo Koblasa (1993-?), handicapovaný cyklista

## Fotogalerie

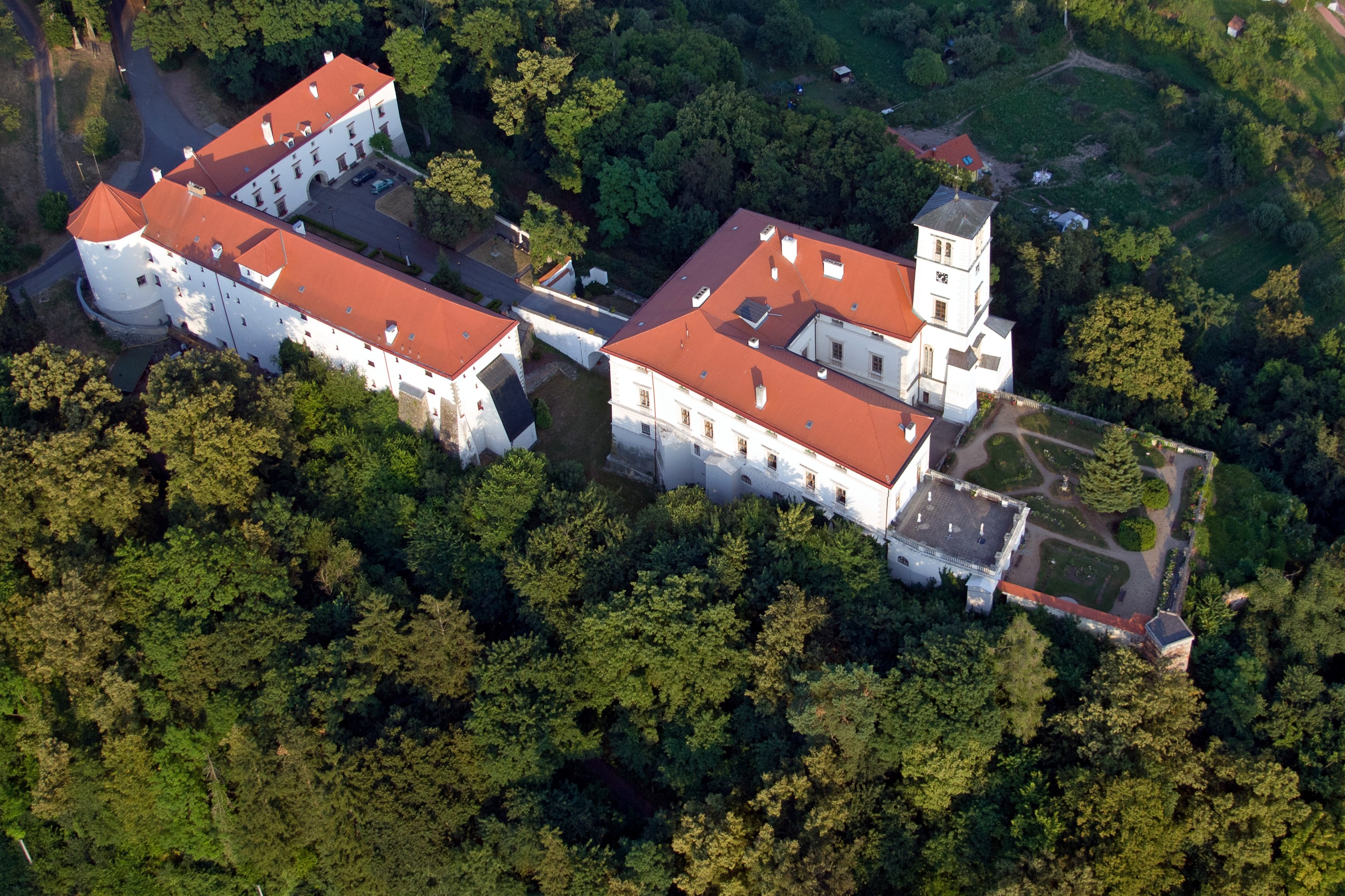
Letecký pohled na zámek Černá Hora
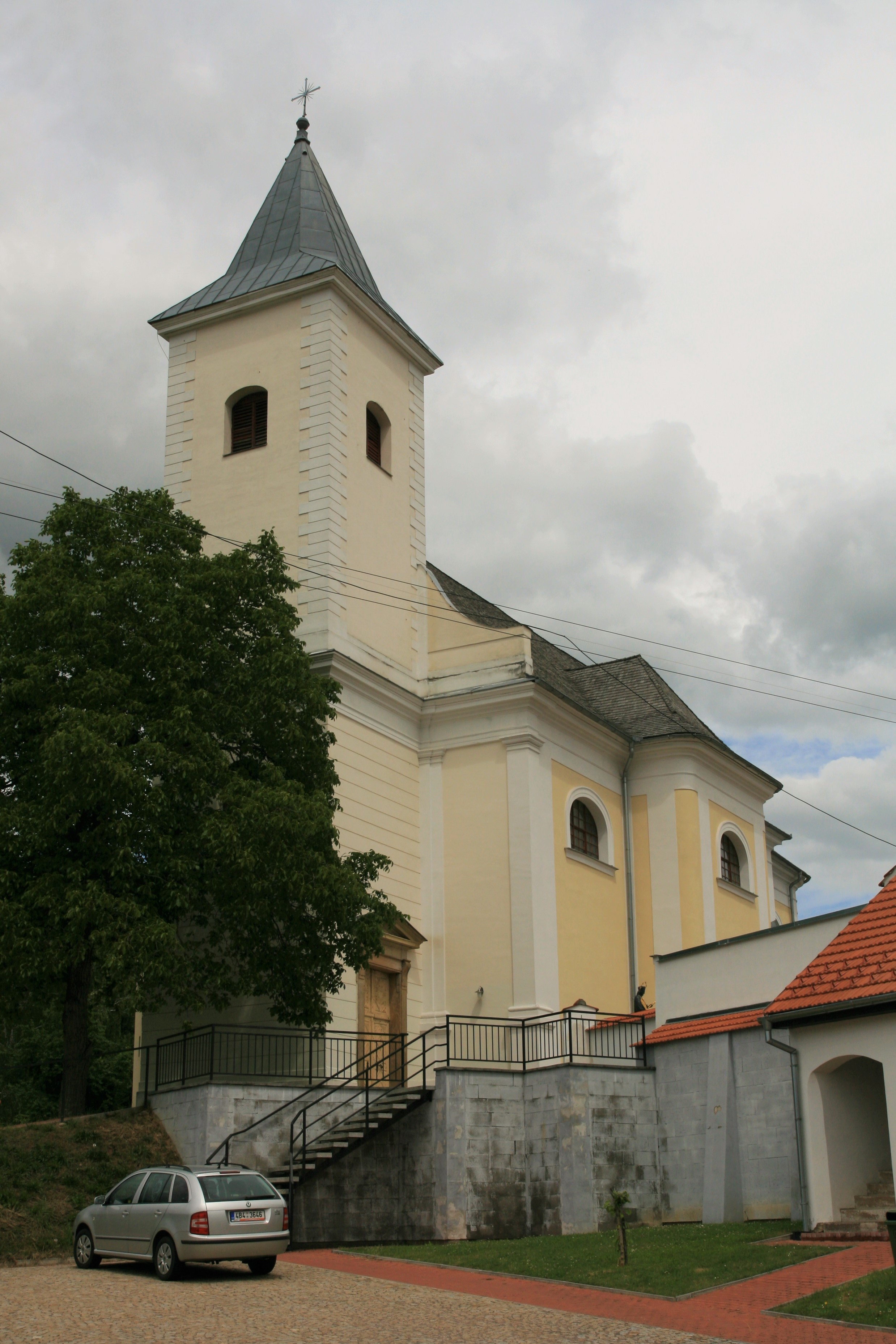
Kostel sv. Vavřince
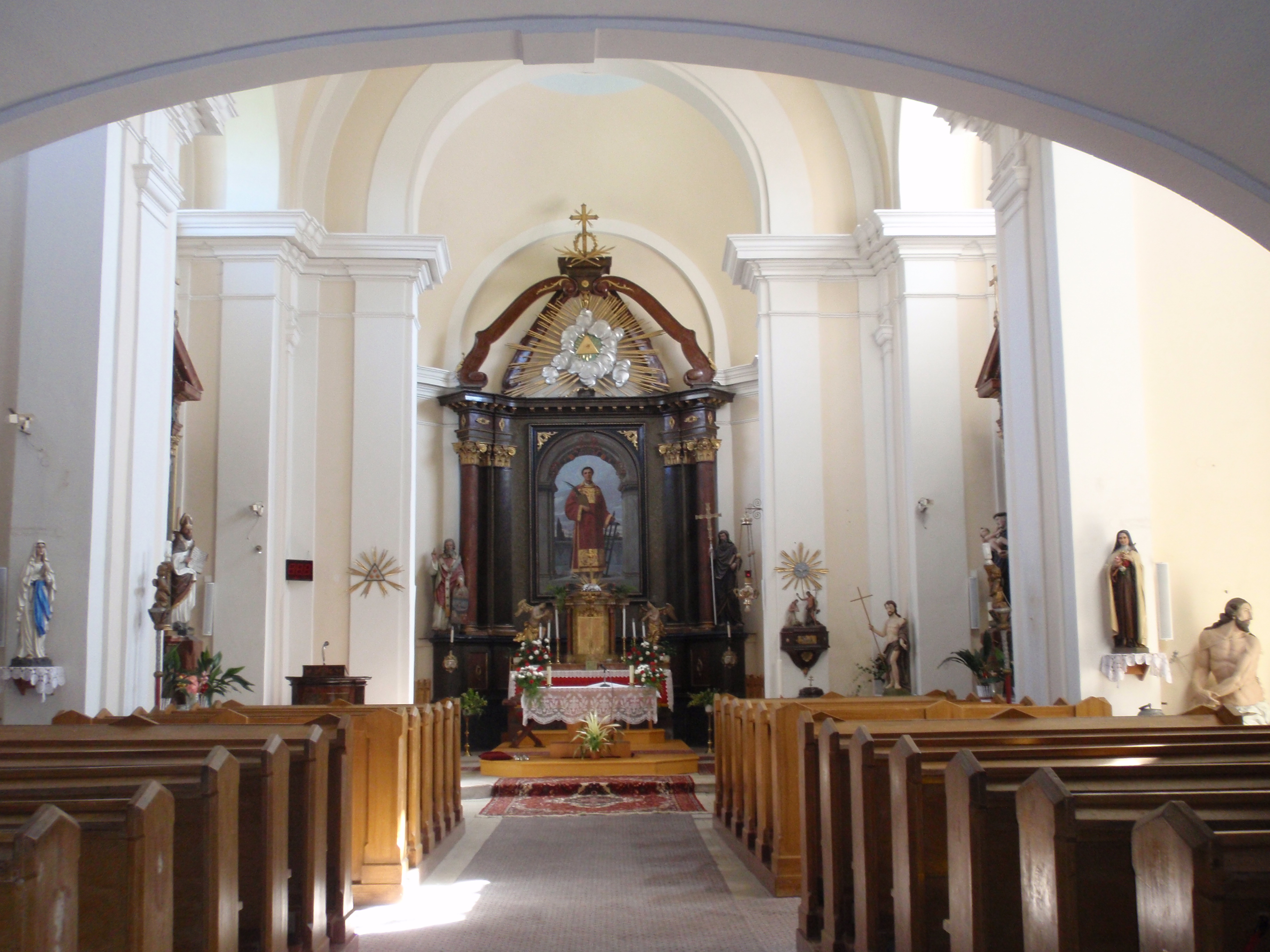
Interiér kostela sv. Vavřince
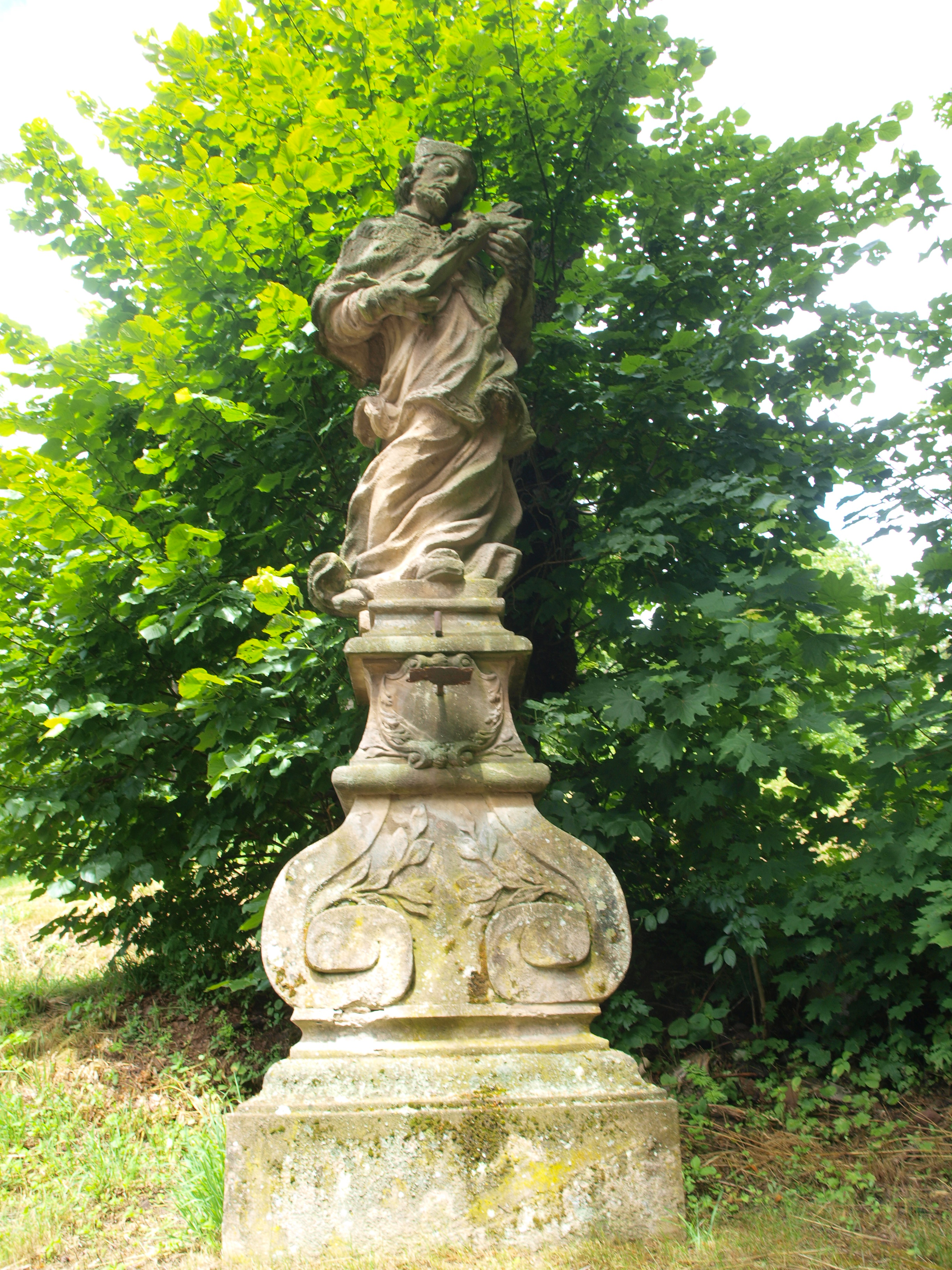
Socha sv. Jana Nepomuckého u zámku.
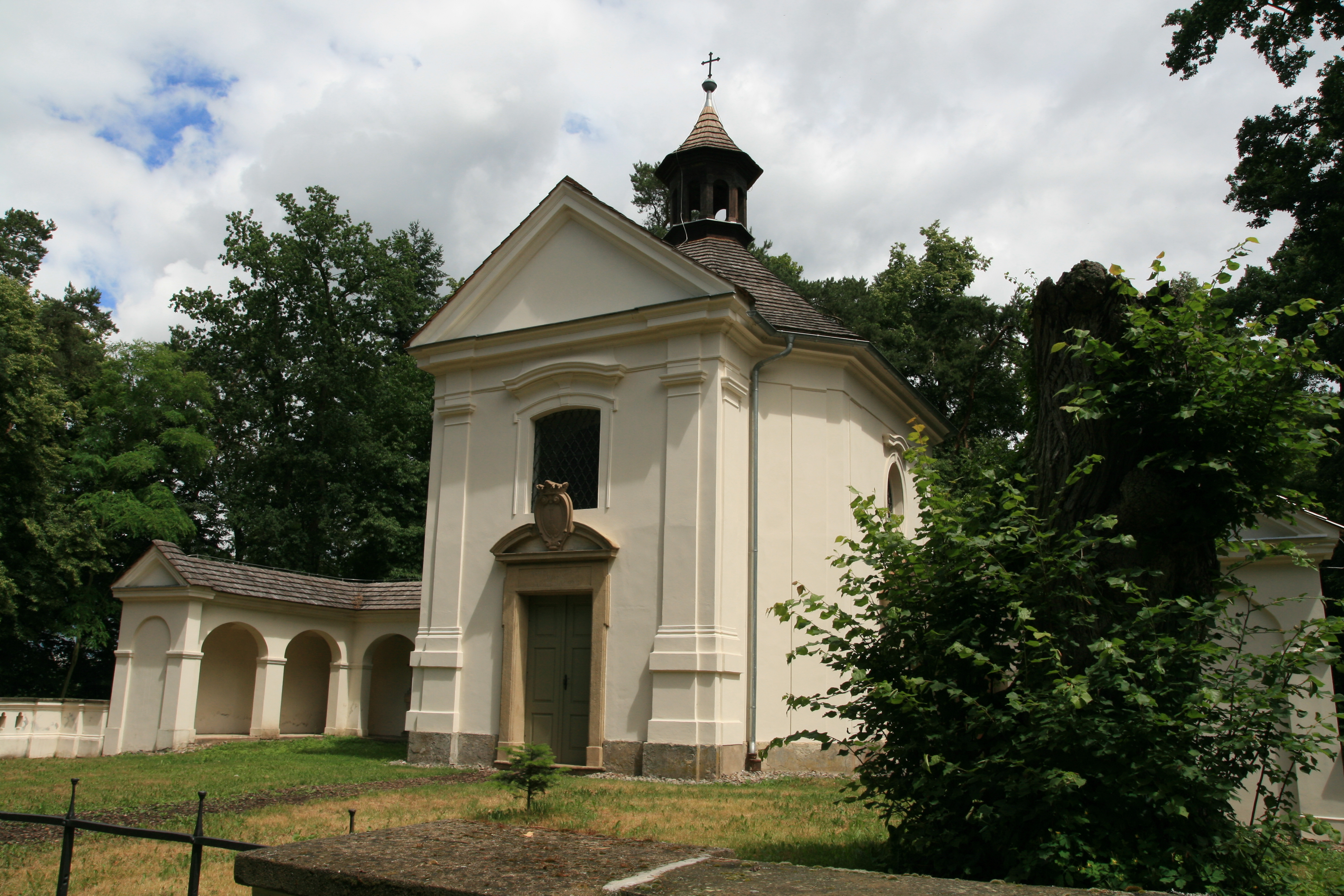
Kaple sv. Rodiny
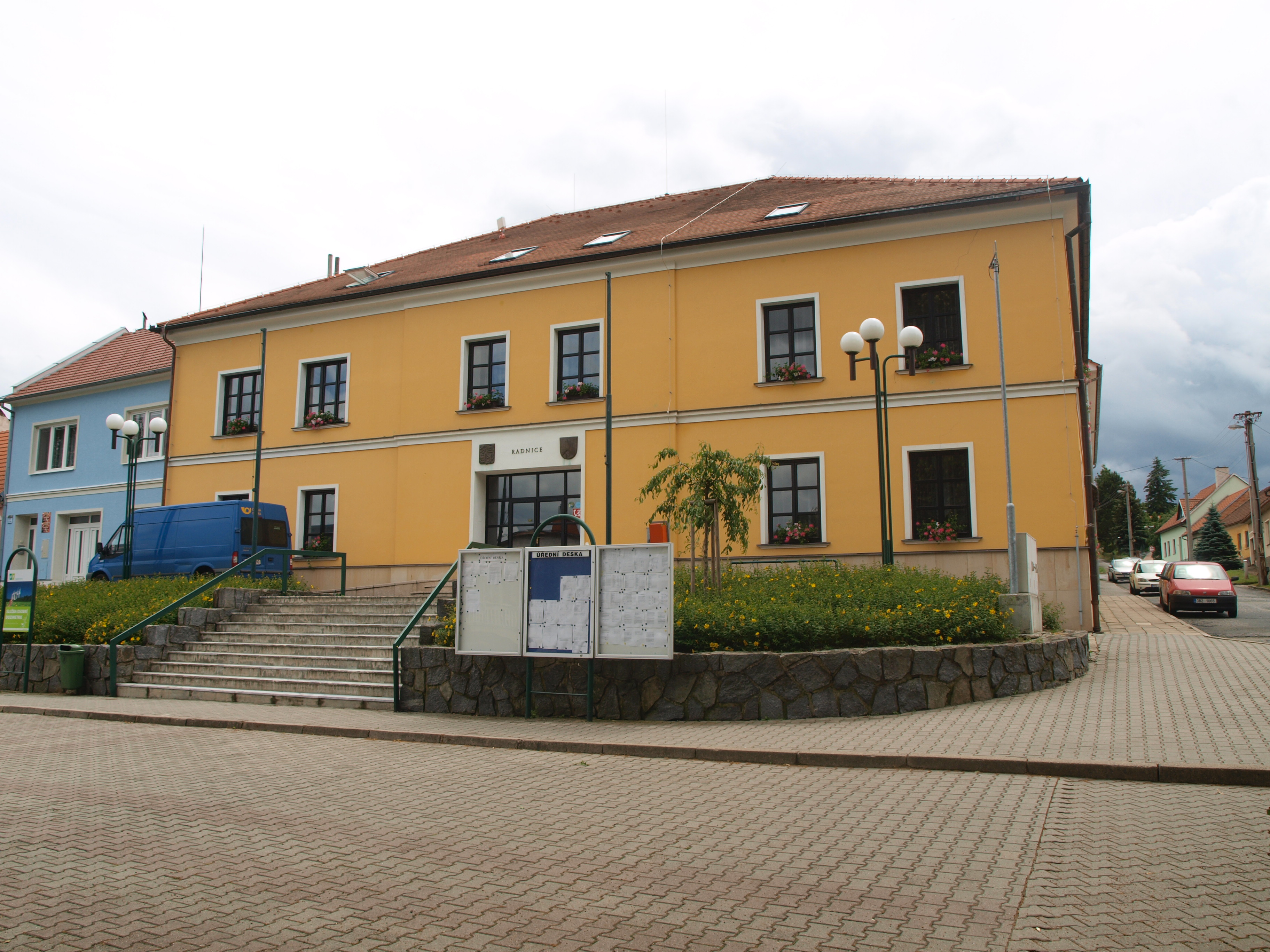
Radnice na náměstí Míru
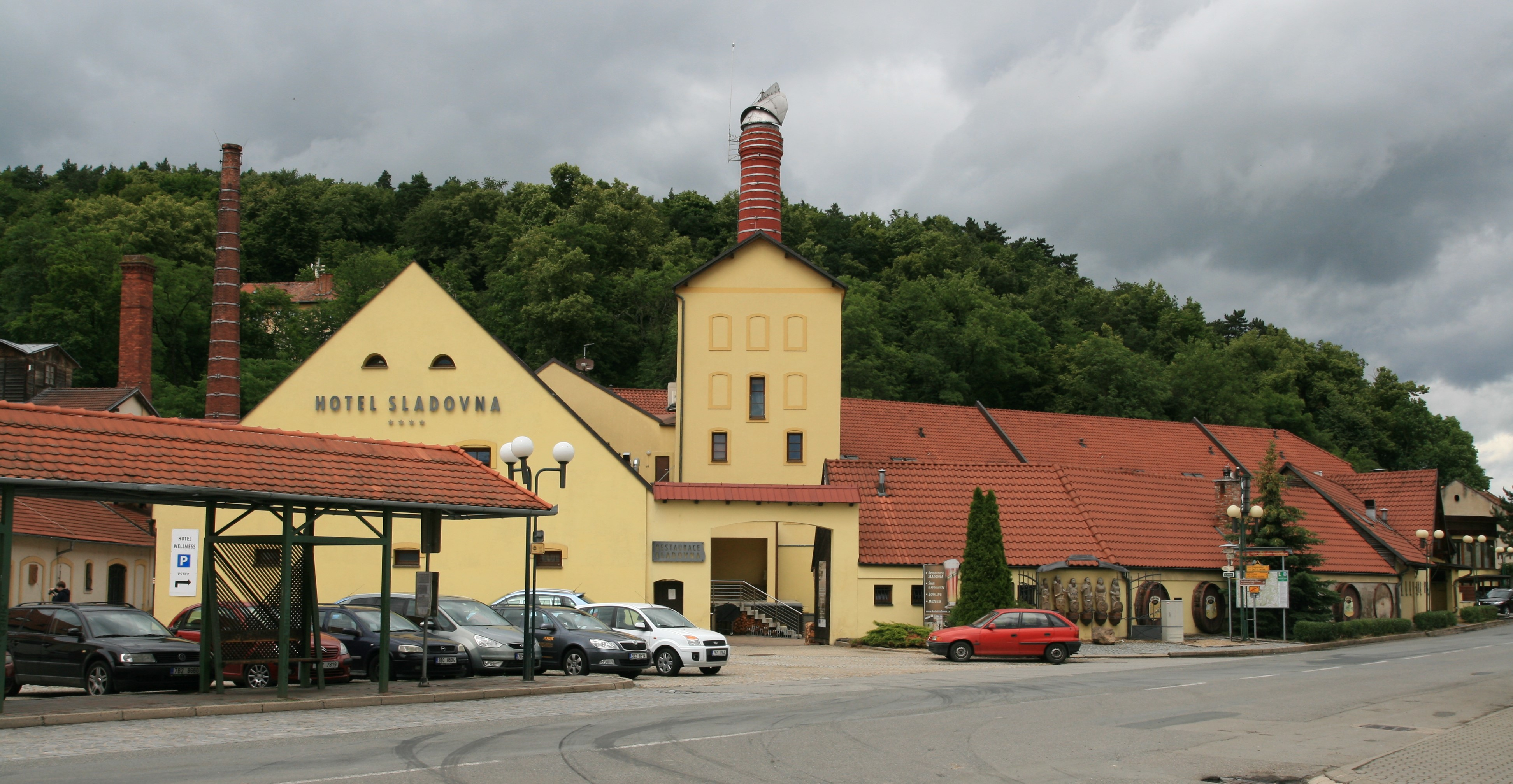
Pivovar Černá Hora